# Enicospilus commoni
Enicospilus commoni är en stekelart som beskrevs av Ian D. Gauld 1977. Enicospilus commoni ingår i släktet Enicospilus och familjen brokparasitsteklar. Inga underarter finns listade i Catalogue of Life.